# Кириллов, Василий Иванович
Василий Иванович Кириллов (2.8.1902 — 06.08.1965) — командир сапёрного отделения 657-го отдельного сапёрного батальона (370-я стрелковая Бранденбургская Краснознамённая ордена Кутузова 2-й степени дивизия, 91-й стрелковый Краснознамённый корпус, 69-я армия, 1-й Белорусский фронт), младший сержант, участник Великой Отечественной войны, кавалер ордена Славы трёх степеней.

## Биография
Родился 21 августа 1902 года в селе Володеево Вышневолоцкий уезд Тверской губернии, ныне в составе Калининского района Тверской области. Русский. Из семьи рабочего. Образование среднее - окончил 7 классов. Переехал в Москву, работал на предприятиях города.
Призван в Красную армию Первомайским районным военкоматом Москвы 24 февраля 1942 года. На фронтах Великой Отечественной войны - с июня 1942 года. В 1944-1945 годах воевал сапёром 657-го отдельного сапёрного батальона на 1-м Белорусском фронте. Член ВКП(б)/КПСС с 1944 года.
Сапёр 657-го отдельного сапёрного батальона (370-я стрелковая Бранденбургская Краснознамённая ордена Кутузова 2-й степени дивизия, 91-й стрелковый Краснознамённый корпус, 69-я армия, 1-й Белорусский фронт) красноармеец Кириллов Василий Иванович отважно выполнял свой воинский долг в Белорусской стратегической наступательной операции. При наступлении советских войск в районе деревни Дольск Волынской области Украинской ССР 13 июля 1944 года перед атакой укреплённого опорного пункта ночью обследовал немецкое минное поле и с отделением проделал проходы в минных заграждениях. Выполнил боевую задачу в сложнейшей обстановке безукоризненно, не допустив при последующей атаке ни одного подрыва атакующих пехотинцев на минах в обозначенных им проходах.
За образцовое выполнение боевых заданий Командования на фронте борьбы с немецкими захватчиками и проявленные при этом доблесть и мужество приказом частям 370-й стрелковой дивизии № 045/н от 22 июля 1944 года красноармеец Кириллов Василий Иванович награждён орденом Славы 3-й степени.
Командир сапёрного отделения 657-го отдельного сапёрного батальона (подчинённость та же) младший сержант Кириллов Василий Иванович проявил доблесть и воинское мастерство в ходе сражений на Кюстривском плацдарме. В ночь на 10 марта 1945 года на плацдарме на западном берегу реки Одер при подготовке локальной наступательной операции со своей группой проделал для атакующих войск 3 прохода в своих минных заграждениях и произвёл тщательную разведку немецких минных полей перед передним краем обороны врага. Успешный удар по врагу был обеспечен. К исходу того же дня, когда полк продвинулся вперёд на несколько километров и приступил к закреплению захваченного рубежа, в кратчайший срок во главе отделения установил свыше 500 мин.
За образцовое выполнение боевых заданий Командования на фронте борьбы с немецкими захватчиками и проявленные при этом доблесть и мужество приказом войскам 69-й армии № 0131/н от 9 апреля 1945 года младший сержант Кириллов Василий Иванович награждён орденом Славы 2-й степени.
Командир отделения 411-го отдельного сапёрного батальона (подчинённость та же) младший сержант Кириллов Василий Иванович доблестно сражался и в Берлинской наступательной операции. Перед началом наступления, 15 и в ночь на 16 апреля 1945 года вместе с отделением в районе города Лебус (ныне - федеральная земля Бранденбург, Германия) проделал в минных полях 2 прохода. В ходе наступления своевременно обнаружил и обезвредил 34 мины.
За отвагу и геройство в боях с немецкими захватчиками в Великой Отечественной войне Указом Президиума Верховного Совета СССР от 15 мая 1946 года младший сержант Кириллов Василий Иванович награждён орденом Славы 1-й степени.
В 1946 году младший сержант В. И. Кириллов был демобилизован. Жил в городе-герое Москва. Окончил институт. Работал начальником цеха на заводе, прорабом на стройке.
Скончался 6 августа 1965 года. Похоронен в городе Москва.

## Награды
- Орден Славы 3-й степени (15.06.1946)[2]
- Орден Славы 2-й степени (  9.04.1945)[3][2]
- Орден Славы 3-й степени (22.07.194)[4][2]
- Медаль «За победу над Германией в Великой Отечественной войне 1941—1945 гг.» (9 мая 1945[5])
- Юбилейная медаль «Двадцать лет Победы в Великой Отечественной войне 1941—1945 гг.» (7 мая 1965[6])

- ряд медалей

## Память
На могиле героя установлен надгробный памятник.